# 五柳站
五柳站（：／ Oryu yeok */?）曾为韩国铁路全罗线上的一个车站，位于全罗北道任实郡聖壽面，已于2004年废止。

## 历史
- 1931年10月1日，落成使用。
- 2004年8月1日，停止使用。